# Architettura neogotica in Gran Bretagna

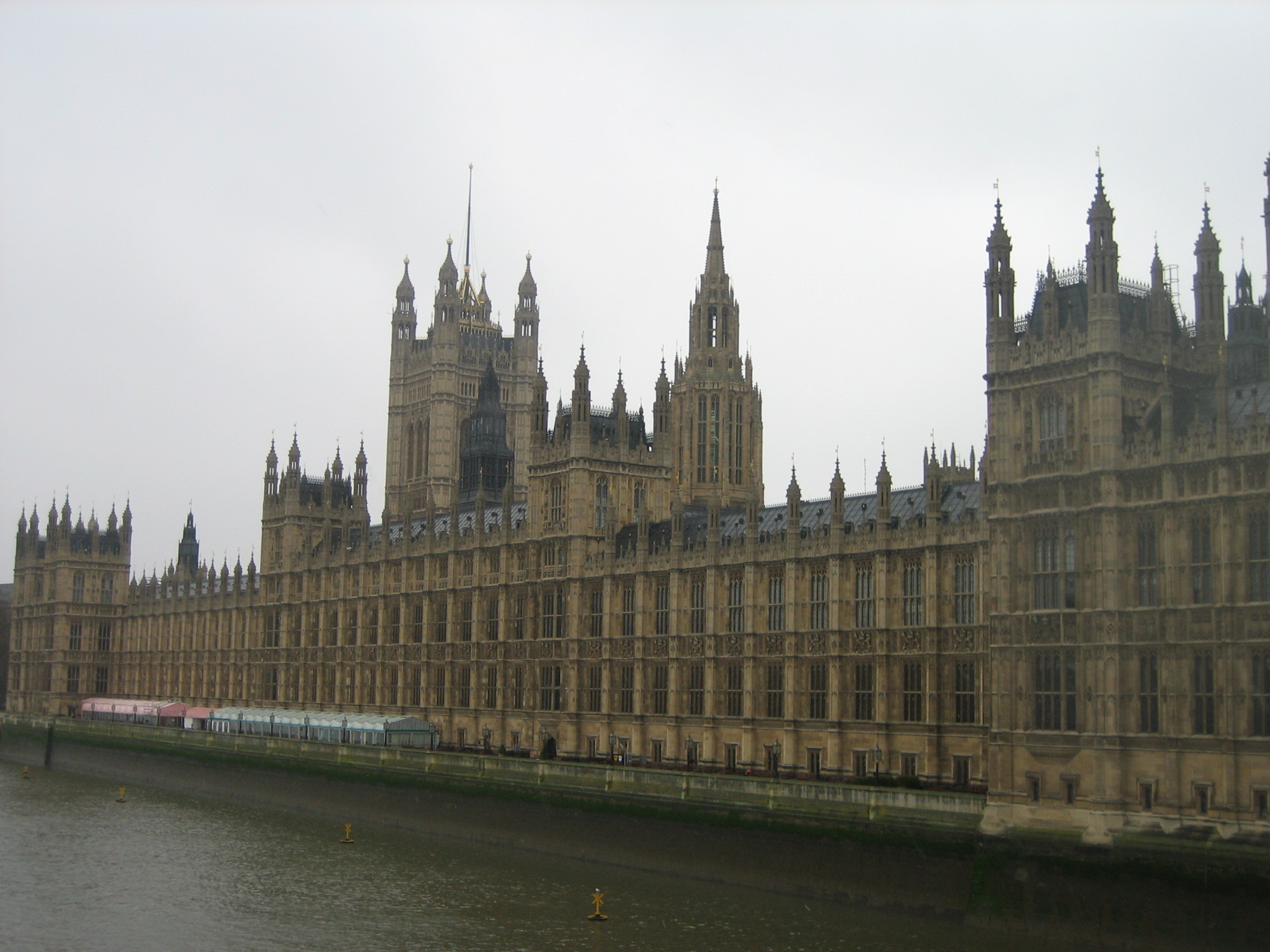
Palazzo di Westminster, sede del Parlamento Inglese a Londra

L'Inghilterra adottò il Neogotico come stile nazionale col nome di Gothic Revival: infatti, come detto, non si trattava tanto di una rinascita quanto di un risveglio.

## Storia
La data di riferimento comunemente scelta per la nascita di questo stile in Inghilterra è quella della costruzione della villa di Strawberry Hill, ubicata presso Londra. La villa è frutto di un ampliamento, realizzato nel 1750, di una struttura originaria con l'aggiunta di elementi della tradizione gotica, come la torre merlata e le volte a ventaglio realizzate all'interno. L'aspetto più interessante della villa però è da ricercare nell'arredamento, eseguito da Horace Walpole e fortemente goticizzante nel disegno delle varie decorazioni, ma che risulta assai distante dall'autentico stile medioevale.
L'eco di Strawberry Hill si diffuse comunque in tutta Europa, portando ad una rapida affermazione del Neogotico anche in altri paesi, come la Francia e la Germania.
Interpretato come elemento di tradizione e continuità, questo stile divenne per gli inglesi motivo di orgoglio nazionale, tanto da essere scelto per la ricostruzione dello stesso Palazzo del Parlamento, distrutto da un incendio nel 1834. Il progetto, avviato solo nel 1840 riprende il tema del Gotico perpendicolare, caratterizzato cioè da un forte rigore geometrico; sorprende però la simmetria decisamente classicheggiante del complesso che uniforma tutti i prospetti, in particolar modo quello posto lungo le sponde del Tamigi, sottolineando la formazione classica del suo progettista, l'architetto Charles Barry. Un ulteriore capitolo del Neogotico anglosassone si apre con la creazione dei giardini all'inglese, dove più chiaramente si riflette la cultura e il gusto romantico dell'epoca.
L'evoluzione del neogotico inglese, che andò ad interessare soprattutto le arti visive (in particolare architettura e pittura) si può suddividere in quattro diverse fasi: fase neogotica pittoresca (seconda metà del Settecento), fase del neogotico dei commissioner (1818-1830), fase del neogotico degli ecclesiologist (1840-1850) e fase del neogotico vittoriano (fine Ottocento). 
Considerati architetti fondamentali del neogotico inglese sono soprattutto Northmore Pugin e Charles Barry.

## Le quattro fasi del Neogotico inglese

### Neogotico Pittoresco
Sviluppatosi nella seconda metà del Settecento, presenta un approccio di tipo romantico; si prova infatti a rinnovare il linguaggio architettonico mediante la libera interpretazione di elementi gotici medievali. Il tutto in chiave più fantastica che filologica. Un esempio può essere l'Harbury hall.

### Neogotico dei Commissioner
Nel 1818 la neonata Church Building Society promosse e fece approvare la Church building Act, che promuoveva la realizzazione di nuove chiese (ma anche il rinnovamento dei quartieri più degradati delle città inglesi). Il risultato di questo emendamenti fu che vennero realizzate, nel periodo che va dal 1818 al 1824, circa 450 nuove chiese. Chiaramente esteticamente parlando queste chiese seguivano un preciso modello indicato dal Governo (da qui neogotico dei "commissioner", dove commissioner si intende il Governo inglese). Il modello governativo prevedeva chiese pratiche, economiche e veloci da costruire, che prendessero spunto dal neogotico normanno (considerato semplice nelle linee, pratico ed elementare nella costruzione). Questo approccio di tipo funzionalista si tradusse in semplici chiese in mattoni, con ornamenti ridotti al minimo e spesso supportate da pilastri in ferro e/o in ghisa.

### Neogotico degli Ecclesiologist
La terza fase del neogotico inglese è caratterizzata dalle formulazioni teoriche dei medievalisti della Camden Society di Cambridge, e in particolare di Augustus Pugin. Per Pugin, la decadenza dell'arte e dell'architettura, dipendono dalla perdita di valori morali, derivante dalla civiltà delle macchine.
Secondo il suo pensiero: "il gotico non è uno stile ma una religione, vale più del greco perché la religione cristiana vale più della pagana". Seguendo le indicazioni di Augustus Pugin ed altri teorici ed accademici, le società culturali universitarie diedero vita al quotidiano The Ecclesiologist. Nel quotidiano si spiegava il tipo di approccio necessario per le costruzioni del paese: un approccio sistematico, intellettuale, che consentisse di resuscitare forme antiche di culto (concetto di "fede stimolata mediante il luogo in cui la si professa").

### Neogotico vittoriano
Sviluppatosi a fine XIX secolo, sotto il regno della Regina Vittoria (da qui ovviamente il nome), presenta libertà di accenti e compositiva. In Gran Bretagna si utilizza la "k" finale per distinguere il gotico originale dal neogotico vittoriano (Gothic/Gothick).

## Architetture neogotiche principali

### Inghilterra

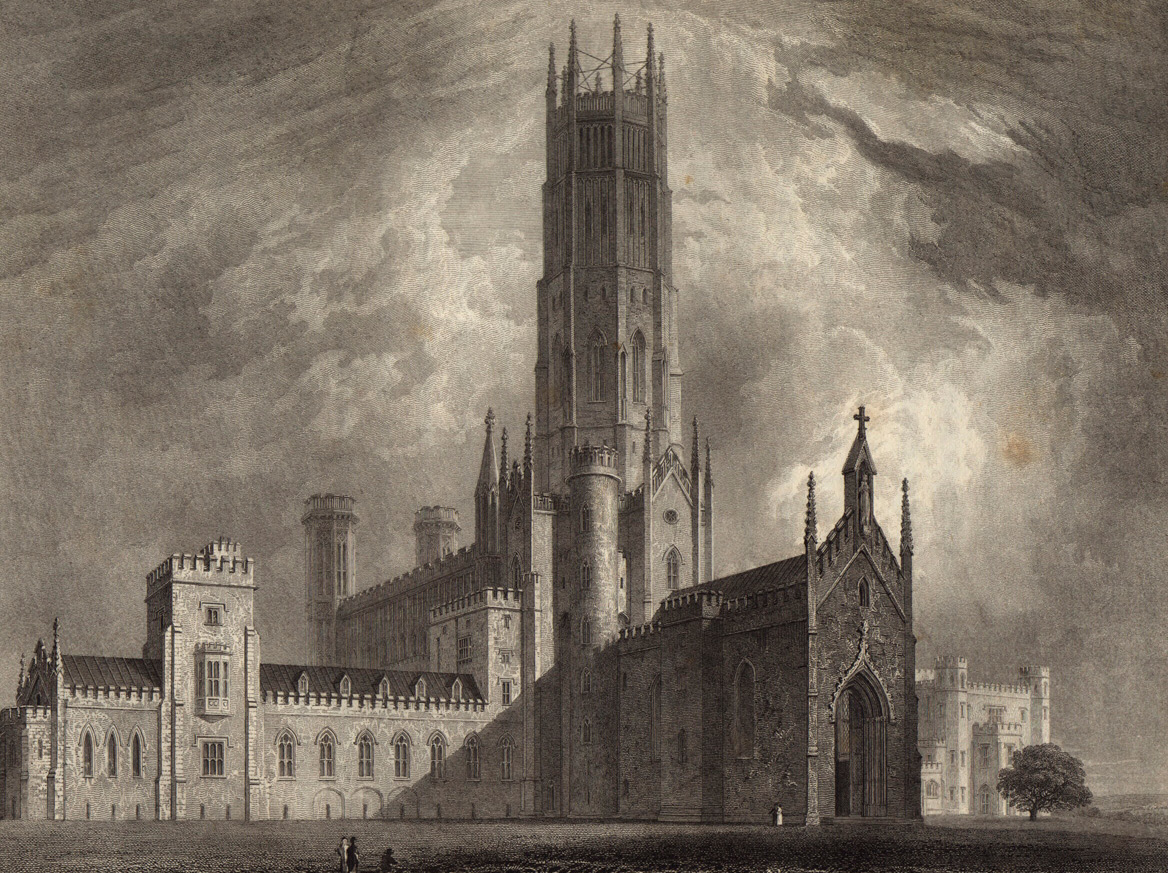
Fonthill Abbey

- Fonthill Abbey: la casa - abbazia progettata da James Wyatt alla fine del Settecento. L'eccentrica residenza, che in origine avrebbe dovuto essere una rovina, con tanto di resti di un chiostro, fu ampliata con la costruzione di una grande torre a pianta ottagonale, alta circa 85 metri, che però crollò nel 1825, adempiendo quindi al bizzarro disegno originale del suo committente;
- Palazzo del Parlamento: progettato da Charles Barry, con l'ausilio, per la parte gotica, dei disegni di August Pugin; l'imponente costruzione inglobò anche la Westminster Hall, costruzione effettivamente gotica dell'XI secolo;
- Museo dell'Università di Oxford: progettato e costruito a partire dal 1850 da Thomas Deane e Benjamin Woodward; elemento di spicco dell'intera costruzione è il salone interno, simile ad una navata di una cattedrale gotica, ma realizzato quasi completamente in metallo;
- All Saints in Margaret Street: situata a Londra di William Butterfield, edificata a partire dal 1849;
- Tower Bridge: di Horace Jones e John Wolfe-Barry, dove le strutture portanti del ponte vengono ricoperte da torri in stile neogotico - vittoriano;
- Stazione di London St Pancras: di George Gilbert Scott e William Henry Barlow, a Londra; l'edificio, austero e solenne, reinterpreta i temi dell'architettura medioevale (come l'alta torre dell'orologio coperta da una svettante cuspide), ma vi abbina una particolare policromia riconducibile all'architettura italiana.
- Strawberry Hill (1750), di Horace Walpole, frutto di un ampliamento di una struttura originaria con l'aggiunta di elementi della tradizione gotica.

### Irlanda
- Abbazia di Kylemore: situato nel cuore del Connemara, venne edificata in stile neogotico nel XIX secolo dal finanziere e parlamentare inglese Mitchell Henry. L'imponente costruzione fu venduta successivamente ai lutti familiari che colpirono la famiglia Henry. In seguito passò in proprietà alle suore benedettine di Ypres, che la trasformarono in un'abbazia.
- Cattedrale di San Finbar: edificio di culto cristiano anglicano di Cork, nella Repubblica d'Irlanda, ed è la cattedrale a capo della diocesi Cork, Cloyne e Ross gestita dalla Church of Ireland. Deve il nome al patrono di Cork, San Finbar, ed è attualmente gestita dal vescovo Paul Colton. È costruita sulle fondamenta di una precedente cattedrale: i lavori iniziarono nel 1862 e terminarono nel 1879 sotto la direzione dell'architetto William Burges.
- Cattedrale cattolica di St. Patrick, neogotica del 1835-47 situata a Dundalk.

### Irlanda del Nord
- St. Malachi: costruita nel 1774 nei pressi di Belfast

### Scozia
- Ex chiesa di Toolbooth, ora "The Hub"
- Cattedrale di Dunkeld